# وليام ياربروغ
وليام ياربروغ (بالإسبانية: William Yarbrough) (بالإنجليزية: William Paul Yarbrough) (20 مارس 1989 بمدينة أغواسكاليينتس في المكسيك - ) هو لاعب كرة قدم مكسيكي وأمريكي في مركز حراسة المرمى. شارك مع منتخب المكسيك تحت 20 سنة لكرة القدم ومنتخب الولايات المتحدة لكرة القدم. أما مع النوادي، فقد لعب مع كلوب ليون ونادي باتشوكا وأتلاتيكو إيرابواتو وTitanes de Tulancingo ‏ وتامبيكو ماديرو.

## وصلات خارجية
- وليام ياربروغ على موقع الدوري الأمريكي (الإنجليزية)
- وليام ياربروغ على موقع قاعدة بيانات كرة القدم.إي يو (الإنجليزية)
- وليام ياربروغ على موقع ناشيونال فوتبول تيمز (الإنجليزية)
- وليام ياربروغ على موقع Soccerway.com (الإنجليزية)
- وليام ياربروغ على موقع AS.com (الإسبانية)